# Pont Alexandre-Ier
Le pont Alexandre-Ier (en serbo-croate Most kralja Aleksandra, pont du Roi-Alexandre) est un ancien pont sur la Save à Belgrade en Serbie. Détruit durant la Seconde Guerre mondiale, il a été remplacé par le pont de Branko.

## Historique
En 1930 est lancé un appel d'offres pour la construction du pont routier sur la rivière Save à Belgrade. Jusque-là, de l'autre côté de la rivière Save, il y avait seulement un pont de chemin de fer construit en 1884.
La Gutehoffnungshütte et la société de construction des Batignolles remportent le marché : la construction commence en juillet 1930 et le pont est ouvert à la circulation le 16 décembre 1934.
Le pont porte le nom du roi Alexandre Ier de Yougoslavie, qui périt assassiné à Marseille en 1934.
Il est détruit en 1941.

## Dimensions
La longueur totale du pont est de 474 m.

### Sources
- « Le pont Alexandre Ier à Belgrade », dans La Technique des Travaux, juin 1936, n. 6 v. 12; p. 329–331
- Anne Burnel, La Société de construction des Batignolles de 1914 à 1939 : histoire d’un déclin, Librairie Droz, 1995